# Sobański-Palast

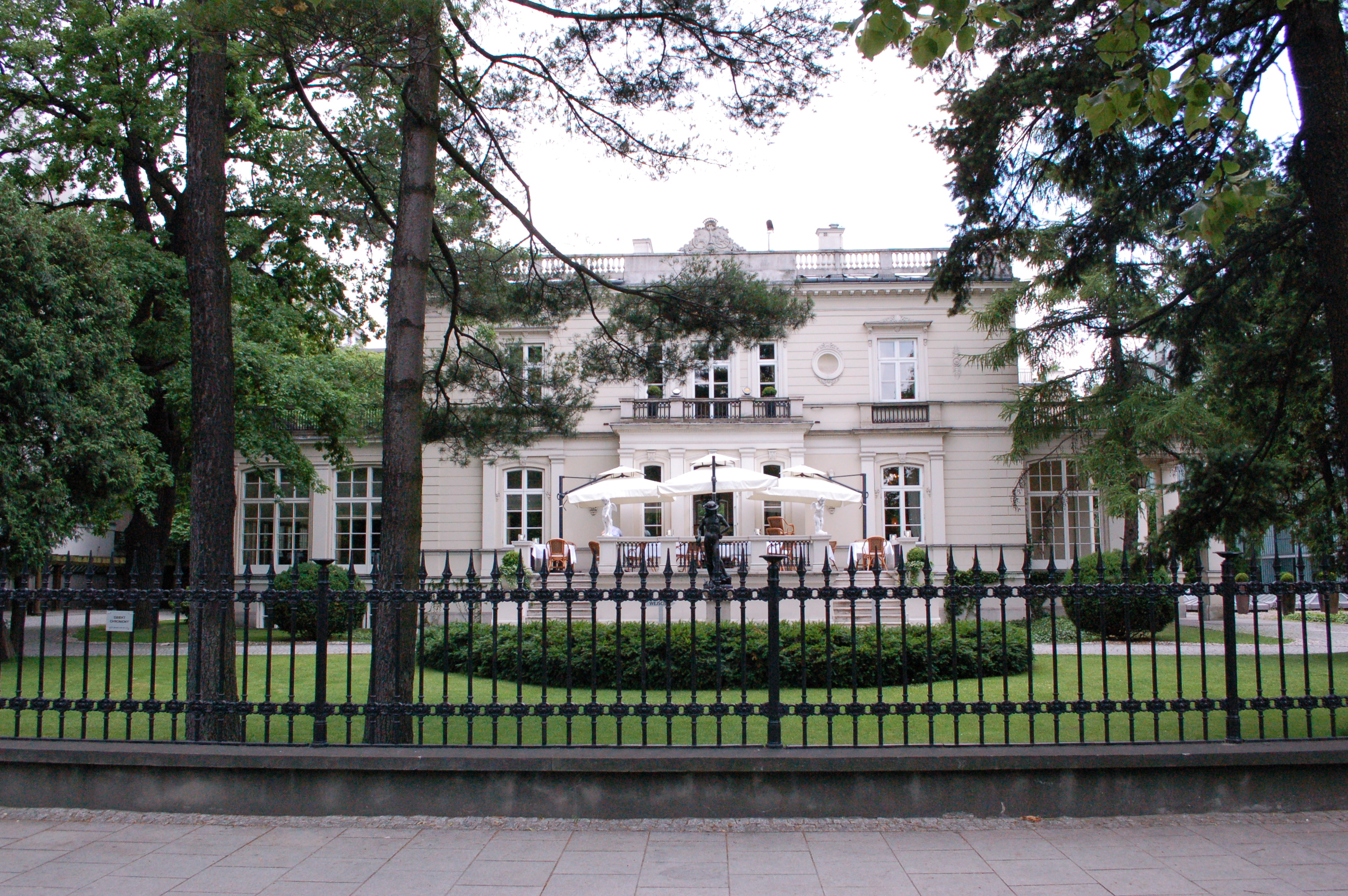
Der Palast von der Al. Ujazdowskie aus gesehen

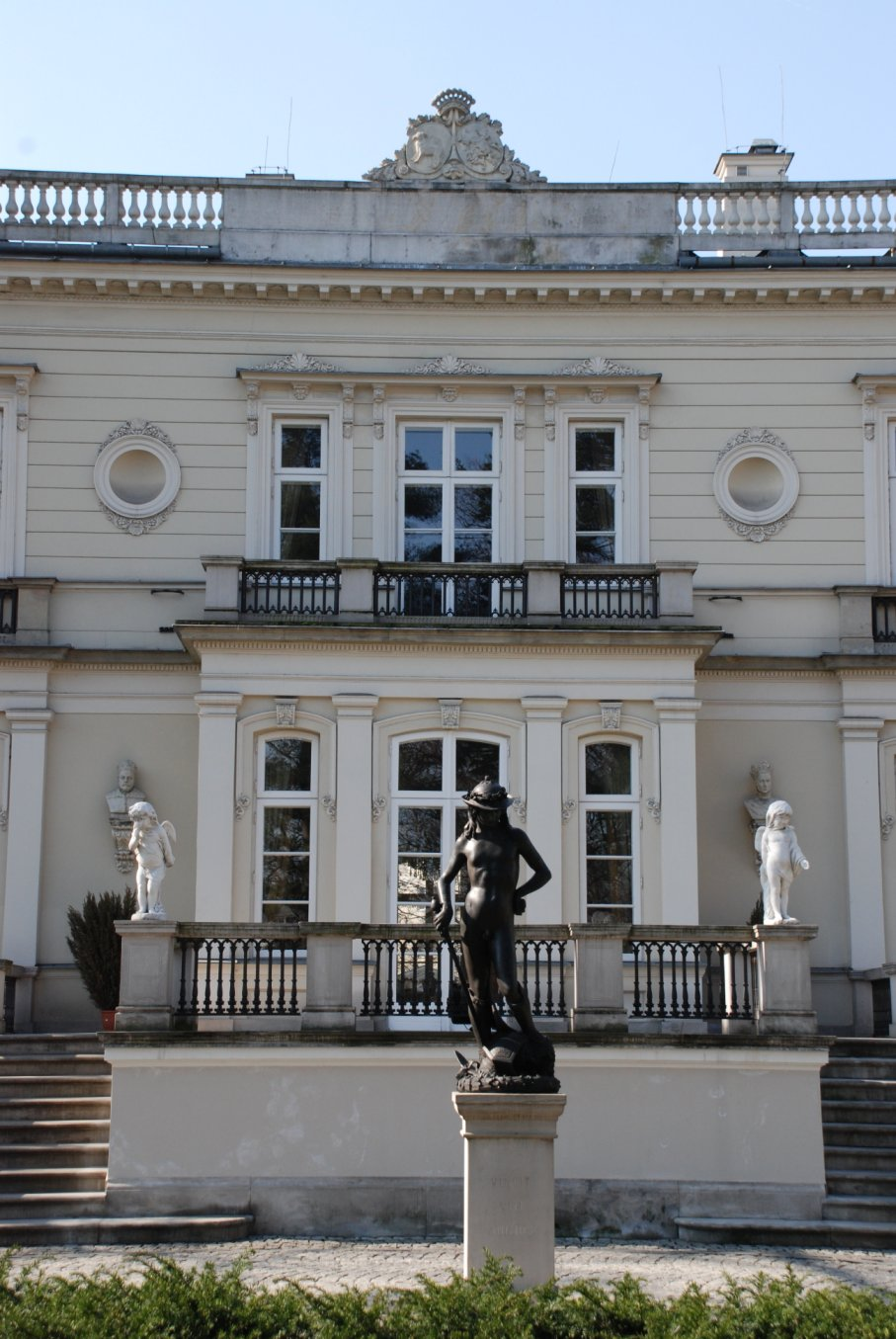
Die Kopie der Donatello-David-Statue vor der heute vom Restaurant genutzten Terrasse an der Frontseite

Der Sobański-Palast (polnisch: Pałac Sobańskich, auch Willa Anieli Bławackiej genannt) ist eine besonders schöne und harmonisch gestalte Stadtresidenz im Renaissance-Stil an der Warschauer Prachtstraße Aleje Ujazdowskie. Das in der zweiten Hälfte des 19. Jahrhunderts entstandene Gebäude diente zunächst als Aristokraten-Residenz und nach dem Zweiten Weltkrieg als Sitz verschiedener Institutionen. Heute befinden sich in dem sanierten Gebäude im Warschauer Innenstadtdistrikt die Zentrale eines polnischen Wirtschaftsverbandes sowie ein Restaurant. Der Palast hat die Adresse Al. Ujazdowskie 13 und wird von einem Gebäude des Justizministeriums (an der Südseite) und dem Wielopolski-Palais (an der Nordseite) eingerahmt.

## Geschichte
Die Entstehungsgeschichte des Palastes ist umstritten. Nach herrschender Meinung entstand der heutige Palast im Jahr 1876 als Neubau nach einem Entwurf von Leandro Marconi. Ein an gleicher Stelle hier stehender Palast wurde demnach vor Neuerrichtung abgerissen. Möglich ist jedoch auch, dass dieser ältere (und kleinere) Palast in den Neubau Marconis integriert wurde.
Das Ursprungsgebäude wurde in den Jahren 1852 bis 1854 im „toskanischen Stil“  von Julian Ankiewicz für Aniela Bławicka, geb. Ostrowska errichtet. Wahrscheinlich im Jahr 1861 übernahm Ludwig Krasiński das Palais vom damaligen Eigentümer Aleksander Bobrownicki; er verkaufte das Gebäude noch im selben Jahr an Emilia Sobańska, geb. Lubieńska. Vermutlich ließ die neue Besitzerin den Altbau abreißen und den Neubau errichten. Im Garten wurde eine Davidstatue aus dem 19. Jahrhundert, die eine Kopie der um 1440 angefertigten Skulptur von Donatello ist, aufgestellt. 1912 kamen dann die in die Frontfassade eingelassenen Büsten der polnischen Könige Kasimir der Große und Władysław II. Jagiełło – nach dem Vorbild derer Sarkophage in der Krakauer Wawel-Kathedrale – hinzu.
Während des Warschauer Aufstandes wurde der Palast erheblich beschädigt. Nach dem Krieg wurde er zwischen 1946 und 1950 unter Piotr Biegański
wiederaufgebaut. Ab dem Jahr 1947 war hier der Sitz des Konservatoriums, später beherbergte der Palast die Zentrale der Front der Nationalen Einheit (Komitet Frontu Jedności Narodu), den Landesrat der Patriotischen Bewegung für die Nationale Erneuerung (Patriotycznego Ruchu Odrodzenia Narodowego), das Bürgerkomitee „Solidarność“ (Komitet Obywatelskiego „Solidarność“) sowie das Lech-Wałęsa-Institut (Instytut Lecha Wałęsy).
Ende der 1990er Jahre kaufte der polnische Geschäftsmann Jan Bohdan Wejchert den Palast über die Firma Wejchert Investments und sanierte ihn. Heute befindet sich hier der Klub des Polska Rada Biznesu sowie das angegliederte Restaurant „Amber Room“.

## Architektur
Das Gebäude liegt – anders als die meisten an der Al. Ujazdowskie errichteten Paläste – rund 20 Meter von der Straße entfernt. Das unterkellerte, zweigeschossige Kerngebäude steht auf einem Rechteck, es hat zu beiden Seiten pavillon-ähnliche eingeschossige Anbauten. Die eklektische Architektur trägt wesentlich Züge der Renaissance, die Dekoration ist sehr detailreich.
Die ursprünglich das Anwesen umgebende große Parkanlage wurde in den Zwischenkriegsjahren stark verkleinert. Heute befindet sich hier die Bebauung der Aleja Przyjaciół. Dennoch ist das verbliebene Restgrundstück mit rund 3.500 Quadratmetern immer noch großzügig geschnitten.